# V-Tech
A V-Tech - akusztikus pop-alappal vegyes stílusvilágú - magyar könnyűzenei együttes, amely 1998 áprilisában alakult Miskolcon.

## Története
Az együttes tagjai, Kefir és Szamóca már 1993 óta zenélnek együtt. Szamóca 15 évesen egyik barátjával megalapította a T-Boyz nevű együttest, amelynek később Kefir (Kecskés Tibor) is tagja lett. Első slágerükkel, a Kockás fülű nyúllal nagy sikert arattak.[forrás?] Kefír és Szamóca szoros barátsága a T-Boyz felbomlása után is megmaradt, közösen írják a dalokat és szövegeket. A zenekar indulását segítette az a szintetizátor, melyet Szamóca nyert az Atlantis Yamaha versenyen, és amelyen az első dalok készültek. Két dallal a miskolci City Rádió műsorába is bekerültek. Első koncertjüket általános iskolájuk aulájában tartották. Ezután egyre gyakrabban tűntek fel különböző nagyszabású koncerteken, rendezvényeken, és szerepeltek a médiában. Ennek köszönhetően 1998 tavaszán több évre szóló szerződést írtak alá az EMI kiadóval. Még ebben az évben megjelent első albumuk, a Vétkezz velem, amely 1999-ben aranylemez lett 25 000 eladott koronggal.[forrás?] Az albumról a címadó Vétkezz velem!, a Vele minden jó és a Várj! kislemezek kerültek kimásolásra. Második albumuk 1999-ben jelent meg Nem szabad sírni címmel, amelyen Kefir duettet énekelt nővérével, Kecskés Tímeával, az Éjfél után című dalban. Egy év múlva, 2000-ben kiadták harmadik albumukat, az Álmodoztamot, amely nemsokára aranylemez, majd platinalemez lett.[forrás?] A címadó dalhoz készült videóklipben Zimány Linda, Kefir későbbi barátnője szerepelt, amerikai koncertkörútjuk során New Yorkban és Torontóban is koncerteztek. 2002-ben jelent meg a negyedik V-Tech-album, a Búcsúzz el, amelynek különlegessége, hogy a tíz új dal mellé felkerült a címadó dal (Búcsúzz el) egy másik verziója, továbbá egy új duett (Együtt voltunk múlt éjjel), melyet Kefír ismét a nővérével énekelt. Az ötödik album 2003-ban jelent meg Merre jár a boldogság? címmel. 2004. november 10-én került a boltokba a Lírák című unplugged album.
Kefir 2006-ban szólóalbummal jelentkezett Az élet megy tovább címmel. Szamóca 2005-ben új együttest alapított Re-Tech néven.

## Diszkográfia

### Albumok
- 1998 – Vétkezz velem (EMI-Quint)
- 1999 – Nem szabad sírni (EMI)
- 2000 – Álmodoztam (EMI)
- 2002 – Búcsúzz el (EMI)
- 2003 – Merre jár a boldogság? (EMI)
- 2004 – Lírák (EMI)
- 2008   - Minden nap szép
- 2010 – Legszebb vallomás

### Kislemezek
- Várj! (1998)
- Vétkezz velem! (1998)
- Visszahúz a szívem (1999)
- Vele minden jó (1999)
- Nem szabad sírni (1999)
- Álmodoztam (2000)
- Nem kell várnod (2000)
- Éjfél után (2000)
- Búcsúzz el (2002)
- Ne múljon el (2002)
- Merre jár a boldogság? (2003)
- Homokba írt szerelem (2004)
- Semmi nem tart vissza (2004)
- Kefir és a V-Tech: Az élet megy tovább (2005)
- Nem akarom újra (2005)
- A legszebb vallomás (2010)